# Ligier JS39
Ligier JS39 – samochód Formuły 1, ścigający się w sezonach 1993–1994. Samochód napędzał silnik Renault RS5 (w 1994 roku RS6) 3.5 V10. W sezonie 1993 kierowcami samochodu byli Martin Brundle oraz Mark Blundell, a w sezonie 1994 kierowcami ulepszonej wersji modelu, oznaczonej JS39B, byli Éric Bernard, Johnny Herbert, Franck Lagorce oraz Olivier Panis. Głównym sponsorem było przedsiębiorstwo tytoniowe Gitanes.

## Wyniki
| Legenda oznaczeń w tabelach wyników Wyświetl szablon na nowej stronie | Legenda oznaczeń w tabelach wyników Wyświetl szablon na nowej stronie                                                                     |
| Oznaczenie                                                            | Wyjaśnienie |
| --------------------------------------------------------------------- | --- |
| Złoty                                                                 | Zwycięzca lub mistrzostwo |
| Srebrny                                                               | 2. miejsce lub wicemistrzostwo |
| Brązowy                                                               | 3. miejsce lub II wicemistrzostwo |
| Zielony                                                               | Ukończył, punktował (w klasyfikacji generalnej, gdy zdobył co najmniej jeden punkt na przestrzeni sezonu, poza trzema powyższymi opcjami) |
| Niebieski                                                             | Ukończył, nie punktował (w klasyfikacji generalnej, gdy nie zdobył co najmniej jednego punktu na przestrzeni sezonu)                      |
| Czerwony                                                              | Nie zakwalifikował się (NZ) |
| Czerwony                                                              | Nie prekwalifikował się (NPK) |
| Różowy                                                                | Nie ukończył (NU) |
| Różowy                                                                | Niesklasyfikowany (NS) (w klasyfikacji generalnej, gdy nie został sklasyfikowany w żadnym wyścigu sezonu)                                 |
| Czarny                                                                | Zdyskwalifikowany (DK) |
| Czarny                                                                | Wykluczony (WYK/EX) |
| Biały                                                                 | Nie wystartował (NW) |
| Biały                                                                 | Kontuzjowany (K/INJ) |
| Biały                                                                 | Wyścig odwołany (OD/C) |
| Bez koloru                                                            | Został wycofany (WYC/WD) |
| Bez koloru                                                            | Nie przybył (NP/DNA) |
| Bez koloru                                                            | Nie brał udziału w treningach (NT/DNP) |
| Bez koloru                                                            | Nie został zgłoszony (–) |
| Pogrubienie                                                           | Start z pole position |
| Kursywa                                                               | Najszybsze okrążenie wyścigu |
| †                                                                     | Nie ukończył, ale jego rezultat został zaliczony ze względu na przejechanie więcej niż 90% dystansu wyścigu.                              |
| *                                                                     | Sezon w trakcie |
| 1/2/3                                                                 | Punktowana pozycja w sprincie kwalifikacyjnym                                                                                             |
| Lista systemów punktacji Formuły 1                                    | |

| Sezon | Zespół | Silnik  | Opony | Kierowcy       | 1   | 2   | 3   | 4   | 5   | 6   | 7   | 8   | 9   | 10  | 11  | 12  | 13  | 14  | 15  | 16  | Pkt. | Msc. |
| ----- | ------ | ------- | ----- | -------------- | --- | --- | --- | --- | --- | --- | --- | --- | --- | --- | --- | --- | --- | --- | --- | --- | ---- | ---- |
| 1993  | Ligier | Renault | G     |                | ZAF | BRA | EUR | SMR | ESP | MCO | CND | FRA | GBR | DEU | HUN | BEL | ITA | POR | JPN | AUS | 23   | 5    |
| 1993  | Ligier | Renault | G     | Martin Brundle | NU  | NU  | NU  | 3   | NU  | 6   | 5   | 5   | 14  | 8   | 5   | 7   | NU  | 6   | 9   | 6   | 23   | 5    |
| 1993  | Ligier | Renault | G     | Mark Blundell  | 3   | 5   | NU  | NU  | 7   | NU  | NU  | NU  | 7   | 3   | 7   | 11  | NU  | NU  | 7   | 9   | 23   | 5    |
| 1994  | Ligier | Renault | G     |                | BRA | PAC | SMR | MCO | ESP | CND | FRA | GBR | DEU | HUN | BEL | ITA | POR | EUR | JPN | AUS | 13   | 6    |
| 1994  | Ligier | Renault | G     | Éric Bernard   | NU  | 10  | 12  | NU  | 8   | 13  | NU  | 13  | 3   | 10  | 10  | 7   | 10  |     |     |     | 13   | 6    |
| 1994  | Ligier | Renault | G     | Olivier Panis  | 11  | 9   | 11  | 9   | 7   | 12  | NU  | 12  | 2   | 6   | 7   | 10  | DK  | 9   | 11  | 5   | 13   | 6    |
| 1994  | Ligier | Renault | G     | Johnny Herbert |     |     |     |     |     |     |     |     |     |     |     |     |     | 8   |     |     | 13   | 6    |
| 1994  | Ligier | Renault | G     | Franck Lagorce |     |     |     |     |     |     |     |     |     |     |     |     |     |     | NU  | 11  | 13   | 6    |